# 歌と踊り (ルイス＝ピポー)
『歌と踊り』（うたとおどり、西: Canción y danza）は、アントニオ・ルイス＝ピポーが作曲したギターのための6曲の作品群。18歳のときに、親しい友人ナルシソ・イエペスのために作曲した『歌と踊り 第1番』は、ルイス＝ピポーの名を世に広めた。この曲は抒情的な「歌」とリズミカルな「踊り」で構成されている。一見してシンプルな響きに聞こえるが、洗練された気分と音色の鮮やかな対比がみられる。
第1番は演奏される機会も多く、多くのギタリストが録音している。山下和仁の『鳥の歌/小品集』（1991年6月録音、9月発売）や荘村清志『デビュー45周年記念 アルハンブラの想い出』といったディスクに収録されている。イエペスの20枚組『ソロ録音全集』にも収録されている。
藤井眞吾は2011年4月23日の演奏会で、カタルーニャの作曲家フェデリコ・モンポウの『歌と踊り 第10番』とルイス＝ピポーの『歌と踊り 第2番』を弾き比べた。